# جولیو دوناتی
جولیو دوناتی (انگلیسی: Giulio Donati؛ زادهٔ ۵ فوریهٔ ۱۹۹۰) بازیکن فوتبال اهل ایتالیا است.
از باشگاه‌هایی که در آن بازی کرده‌است می‌توان به باشگاه فوتبال اینتر میلان، باشگاه فوتبال لچه، باشگاه فوتبال بایر ۰۴ لورکوزن، باشگاه فوتبال ماینتس ۰۵، و باشگاه فوتبال پادوا اشاره کرد.
وی همچنین در تیم‌های ملی فوتبال زیر ۲۰ سال ایتالیا و زیر ۲۱ سال ایتالیا بازی کرده‌است.